# Fréland
Fréland (en welche Frâlât, en alsacià Ürbach) és un municipi francès, situat a la regió del Gran Est, al departament de l'Alt Rin. L'any 2014 tenia 1.373 habitants.

## Demografia
| 1962 | 1968  | 1975  | 1982  | 1990  | 1999  | 2014  |
| ---- | ----- | ----- | ----- | ----- | ----- | ----- |
| 978  | 1.040 | 1.033 | 1.100 | 1.134 | 1.292 | 1.373 |

## Administració
| Període | Identitat          | Partit |
| ------- | ------------------ | ------ |
| 2001-   | Jean-Louis Barlier |        |